# Échographie morphologique
L'échographie morphologique, ou échographie du deuxième trimestre de la grossesse, est une échographie obstétricale qui a lieu en général entre 22 et 24 semaines d'aménorrhée.
Elle permet d'évaluer la croissance du fœtus, avec notamment le diamètre bipariétal, le périmètre céphalique, le diamètre abdominal transverse, le périmètre abdominal et la longueur fémorale.
Lors de cette échographie l'opérateur vérifie la mobilité fœtale, la position du placenta et la quantité de liquide amniotique.
Cette échographie permet de repérer des anomalies morphologiques qui peuvent conduire à diagnostiquer une trisomie 21.
Elle est en général accompagnée d'une échographie Doppler des artères utérines.